# 1932年ロサンゼルスオリンピックの日本選手団
1932年ロサンゼルスオリンピックの日本選手団（1932ねんロサンゼルスオリンピックのにほんせんしゅだん）は、1932年にアメリカ合衆国・ロサンゼルスで行われた1932年ロサンゼルスオリンピックの日本選手団。なお、ここでは台湾・朝鮮出身者も掲載される。選手名及び所属は1932年当時のもの。

## メダル獲得者

### 金メダル
- 南部忠平（陸上競技三段跳）
- 宮崎康二（競泳男子100m自由形）
- 北村久寿雄（競泳男子1500m自由形）
- 清川正二（競泳男子100m背泳ぎ）
- 鶴田義行（競泳男子200m平泳ぎ）

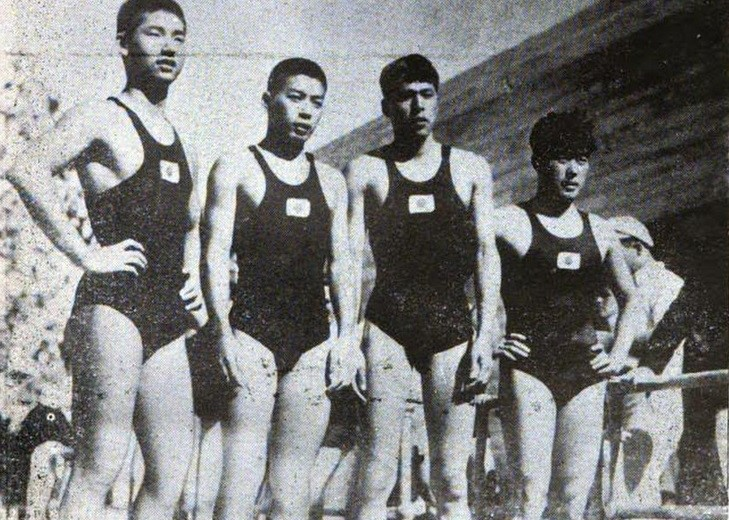
競泳800mリレー。右から横山、豊田、遊佐、宮崎

- 宮崎康二・遊佐正憲・ 横山隆志・豊田久吉（競泳800mリレー）
- 西竹一（馬術障害飛越個人）

### 銀メダル
- 西田修平（陸上競技棒高跳）
- 河石達吾（競泳男子100m自由形）
- 牧野正蔵（競泳男子1500m自由形）
- 小池禮三（競泳男子200m平泳ぎ）
- 入江稔夫（競泳男子100m背泳ぎ）
- 前畑秀子（競泳女子200m平泳ぎ）
- 浅川増幸・猪原淳三・宇佐美敏夫・小西健一・小林定義・今治彦・酒井義雄・柴田勝見・左右田秋雄・永田寛・中村英一・浜田駿吉・三浦四郎（ホッケー男子）

### 銅メダル
- 南部忠平（陸上競技走幅跳）
- 大島鎌吉（陸上競技三段跳）
- 大横田勉（競泳男子400m自由形）
- 河津憲太郎（競泳男子100m背泳ぎ）

## 陸上競技
役員：山本忠興

役員：山岡慎一

役員：三浦義雄

役員：馬場譲

役員：蓮見宏

役員：沖田芳夫

役員：小山濠一

役員：高田通

嘱託：古川義三郎

嘱託：春日弘

嘱託：大川宏三

嘱託：加賀一郎

シャペロン：塚生艶

### 男子
- 阿武巌夫（慶大）
  - 男子100m：2次予選落ち（記録無し）
- 吉岡隆徳（東京高師）
  - 男子100m：6位（10秒80）
  - 男子200m：2次予選落ち（記録無し）
- 金恩培（養正高普）
  - 男子マラソン：6位（2時間37分28秒）
- 権泰夏（明大出）
  - 男子マラソン：9位（2時間42分52秒）
- 佐々木吉蔵（東京高師）
  - 男子100m：1次予選欠場
- 住吉耕作（早大）
  - 男子やり投げ：8位（61m14cm）
- 小野操（慶大）
  - 男子走り高飛び：7位（1m90cm）
- 織田幹雄（大阪朝日）
  - 男子三段跳：12位（13m97cm）
- 西貞一（同大）
  - 男子200m：2次予選落ち（記録無し）
- 西田修平（早大）
  - 男子棒高跳び：銀メダル（4m30cm）
- 増田礒（会社員）
  - 男子400m：2次予選棄権（記録無し）
- 大島鎌吉（関大）
  - 男子三段跳：銅メダル（15m12cm）
- 大木正幹（法大）
  - 男子400m：2次予選落ち（記録無し）
- 竹中正一郎（慶大）
  - 男子10000m：11位（記録無し）
  - 男子5000m：12位
- 中島亥太郎（早大）
  - 男子200m：2次予選落ち（記録無し）
- 張星賢（早大）
  - 男子400m：1次予選落ち（記録無し）
  - 男子400mハードル：予選落ち（記録無し）
- 長尾三郎（関西大）
  - 男子やり投げ：10位（59m83cm）
- 長尾雄治（明大）
  - 男子ハンマー投げ：10位（43m41cm）
- 津田晴一郎（会社員）
  - 男子マラソン：5位（2時間35分42秒）
- 田島直人（京大）
  - 男子走り幅跳び：6位（7m15cm）
- 藤田辰三（東京文理大）
  - 男子110mハードル：準決勝落選（15秒1）
- 南部忠平（会社員）
  - 男子三段跳：金メダル（15m72cm）
  - 男子走り幅跳び：銅メダル（7m45cm）
- 望月倭夫（東京高師）
  - 男子棒高跳び：5位（4m00cm）
- 北本正路（慶大）
  - 男子10000m：10位（記録無し）
  - 男子5000m：棄権（記録無し）
- 木村一夫（早大）
  - 男子走り高飛び：6位（1m94cm）
- 落合正義（明大）
  - 男子ハンマー投げ：12位（41m00cm）
- 阿武巌夫・中島亥太郎・南部忠平・吉岡隆徳
  - 男子4×100mリレー：5位（41秒3）
- 大木正幹・中島亥太郎・西貞一・増田礒
  - 男子4×400mリレー：5位（3分14秒6）

### 女子
- 広橋百合子（羽咋高女）
  - 女子走り高跳び：8位（1m50cm）
- 柴田タカ（山形女師）
  - 女子100m：予選落ち（記録無し）
- 真保正子（泉尾高女教）
  - 女子やり投げ：4位（39m07cm）
- 石津光恵（山中高女）
  - 女子やり投げ：8位（30m81cm）
  - 女子円盤投げ：7位（33m52cm）
- 相良八重（女子体専）
  - 女子走り高跳び：9位（1m46cm）
- 中西みち（京都二条高女）
  - 女子80mハードル：予選途中棄権
- 渡辺すみ子（名古屋高女）
  - 女子100m：準決勝落選（12秒8）
- 土倉麻（京都一女）
  - 女子100m：予選落ち（記録無し）

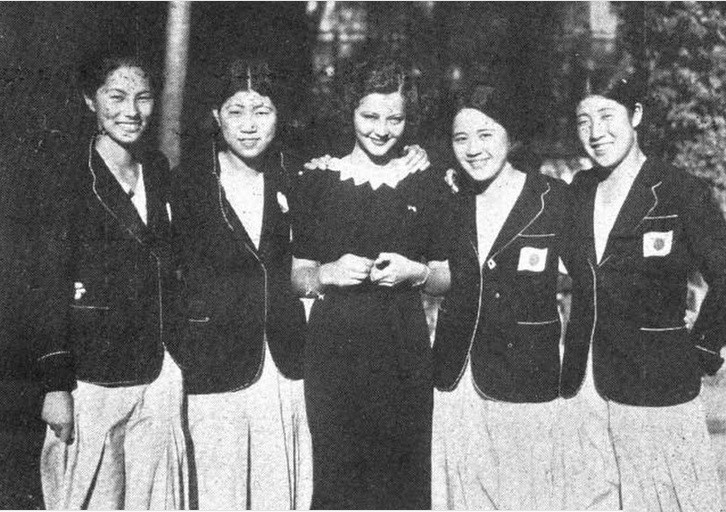
シルビア・シドニーと400mリレー女子チーム。左から土倉、中西、村岡、渡辺

- 土倉麻・中西みち・村岡美枝（愛知一女）・渡辺すみ子
  - 女子4×100mリレー：5位（50秒2）

## 水泳
役員：松沢一鶴

役員：野田一雄

役員：杉本伝

役員：島崎保正

役員：野村憲夫

役員：安部輝太郎

役員：白山源三郎

役員：柳田亨

シャペロン：白山広子

嘱託：田中慶雄

嘱託：深山杲

### 競泳
- 横山隆志（早大）
  - 男子400m自由形：4位（4分52秒5）
- 河石達吾（慶大）
  - 男子100m自由形：銀メダル（58秒6）
- 河津憲太郎（明大）
  - 男子100m背泳ぎ：銅メダル（1分10秒0）
- 宮崎康二（浜松一中）
  - 男子100m自由形：金メダル（58秒2）
- 高橋善次郎（早高）
  - 男子100m自由形：5位（59秒2）
- 小池禮三（沼津商）
  - 男子200m平泳ぎ：銀メダル（2分46秒6）
- 杉本盛（日大）
  - 男子400m自由形：5位（4分56秒1）
- 清川正二（名古屋高商）
  - 男子100m背泳ぎ：金メダル（1分08秒6）
- 石原田愿（明大）
  - 男子1500m自由形：準決勝4位（20分31秒2）
- 大横田勉（明大）
  - 男子400m自由形：銅メダル（4分52秒3）
- 中川重雄（会社員）
  - 男子200m平泳ぎ：6位（2分52秒8）
- 鶴田義行（会社員）
  - 男子200m平泳ぎ：金メダル（2分45秒4）
- 入江稔夫（早大）
  - 男子100m背泳ぎ：銀メダル（1分09秒8）
- 北村久寿雄（高知商）
  - 男子1500m自由形：金メダル（19分12秒4）
- 牧野正蔵（見付中）
  - 男子1500m自由形：銀メダル（19分14秒1）
- 豊田久吉（日大）・宮崎康二・遊佐正憲（日大）・横山隆志
  - 男子4×200m自由形リレー：金メダル（8分58秒4）
- 高石勝男（会社員）
  - 競泳：出場せず
- 武村清（明大）
  - 競泳：出場せず
- 武村寅雄（明大）
  - 競泳：出場せず
- 片山兼吉（明大）
  - 競泳：出場せず
- 鈴木政雄（明大）
  - 競泳：出場せず

- 横田みさを（同志社高女）
  - 女子100m背泳ぎ：予選落ち（1分25秒1）
- 荒田雪江（京都二条高女）
  - 女子100m自由形：予選落ち（1分16秒1）
- 守岡初子（大阪）
  - 女子400m自由形：予選落ち（6分07秒4）
- 小島一枝（椙山高女）
  - 女子100m自由形：予選落ち（1分16秒2）
- 松澤初穂（女子体専）
  - 女子100m自由形：予選落ち（1分17秒1）
- 前畑秀子（椙山高女専）
  - 女子200m平泳ぎ：銀メダル（3分06秒4）
- 小島一枝・守岡初子・横田みさを・荒田雪江
  - 女子4×100m自由形リレー：5位（5分06秒7）

### 飛込
- 小林一男（大阪）
  - 男子飛板飛込：6位（133.76）
- 生江哲太郎（明大）
  - 男子飛板飛込：8位（125.18）
- 石田英勝（飛行学校）
  - 男子高飛込：8位（75.92）
- 鎌倉悦子（清水谷高女）
  - 女子高飛込：6位（31.36）
  - 女子飛板飛込：7位（60.78）

### 水球
- 木村清兵衛（慶大）・沢海東助（慶大）・阪上安太郎（早高）・竹林隆二（早大）・土井修爾（早大）・時任巌（早大出）・藤田明（会社員）・松本隆重（早大）・村井清（東大出）
  - 男子：4位

## 体操
役員：大谷武一

役員：高木武夫

役員：下津屋俊夫

役員：二宮文右衛門
- 角田不二夫（画家）
  - 男子個人総合：24位（85.300）
- 近藤天（会社員）
  - 男子つり輪：10位（49.10）
  - 男子個人総合：22位（101.825）
- 佐々野利彦（体操学校-後の日体大）
  - 男子つり輪：8位（52.40）
  - 男子個人総合：18位（108.475）
  - 男子平行棒：12位（48.20）
- 武田義孝（体操学校出-教員）
  - 男子個人総合：23位（88.500）
- 芳賀真人（早大）
  - 男子鉄棒：8位（37.400）
  - 男子平行棒：14位（37.40）
- 本間茂雄（東京文理大）
  - 男子個人総合：21位（103.100）
- 角田不二夫・近藤天・佐々野利彦・武田義孝・本間茂雄
  - 男子団体総合：5位（402.00）

## ボクシング
役員：宮沢孝

役員：石川輝

役員：下田辰雄
- 黄乙秀（明大）
  - ライト級：1回戦敗退
- 亀岡勝雄（日大）
  - フェザー級：1回戦敗退
- 村上清信（会社員）
  - フライ級：1回戦敗退
- 中尾明（会社員）
  - バンタム級：1回戦敗退
- 平林愛国（明大）
  - ウエルター級：1回戦敗退

## レスリング
役員：佐藤信一
- 加瀬清（立大）
  - グレコローマンフェザー級：3回戦敗退
- 河野芳男（明大）
  - フリースタイルウエルター級：2回戦敗退
- 吉田四一
  - グレコローマンウエルター級：2回戦敗退
- 宮崎米一（早大出）
  - グレコローマンライト級：3回戦敗退
- 小谷澄之（在米）
  - フリースタイルミドル級：3回戦敗退
- 八田一朗（早大出）
  - フリースタイルフェザー級：2回戦敗退
- 鈴木英太郎（在米）
  - フリースタイルライト級：2回戦敗退

## ホッケー
役員：広瀬藤四郎
- 浅川増幸（会社員）・猪原淳三（早大出）・宇佐美敏夫（会社員）・小西健一（早大）・小林定義（官吏）・今治彦（早大）・酒井義雄（明大）・柴田勝見（会社員）・左右田秋雄（早大）・永田寛（明大）・中村英一（慶大）・浜田駿吉（慶大）・三浦四郎（明大）
  - 男子：銀メダル

## ボート
役員：東俊郎

役員：椋原政治

役員：松島孝二郎

役員：永井久雄

役員：綾井寅吉

嘱託：深沢政介

嘱託：富田勝善
- 柴田梅太郎（慶大）・鈴木大吉（慶大）・高橋六郎（慶大）・伴紀雄（慶應商工）・南波正吉（慶大、かじ）・村山又芳（慶大、出場せず）・河野四郎（慶大、出場せず）
  - かじ付きフォア：敗者復活戦敗退（7分47秒0）
- 池田啓造（早大）・榎本吉夫（早大）・田中節治（早大）・田中英光（早大）・西殿太郎（早大）・原三郎（早大）・藤原重男（早大）・松浦設雄（早大）・佐野敏（早大、かじ）・鴨下義雄（早大、出場せず）・齋藤盈夫（早大、出場せず）
  - エイト：敗者復活戦敗退（7分22秒06）

## 馬術
役員：大島又彦

役員：遊佐幸平

嘱託：横沢格蔵
- 今村安（騎兵少佐、馬名：ソンネボーイ）
  - 障害飛越個人：失権
- 山本盛重（学習院講師、馬名：錦郷）
  - 総合馬術個人：7位
- 城戸俊三（騎兵少佐、馬名：久軍）
  - 総合馬術個人：失権
- 西竹一（騎兵中尉、馬名：ウラヌス）
  - 障害飛越個人：金メダル
- 奈良太郎（騎兵大尉、馬名：孫神）
  - 総合馬術個人：失権
- 吉田重友（騎兵少佐）
  - 障害飛越：出場せず

## 芸術
出展41名、46作品：絵画（日本画、洋画、版画）33点、彫刻10点、建築3点

- 神津港人（芸術競技役員）
- 長永治良
  - 絵画：佳作

## 本部
団長：平沼亮三

本部役員：今村次吉（兼レスリング役員）

本部役員：郷隆

本部役員：高島文雄

本部役員：佐藤武雄

本部役員：渋谷寿光

本部役員：田畑政治（兼水泳役員）

本部役員：野津謙

本部役員：野口岩三郎

本部役員：李相佰

本部役員：斎藤一男（嘱託）

本部役員：川澄公明

本部役員：ダーギン

本部役員：中野五郎

本部役員：塩原禎三
ほかにIOC2名嘉納治五郎、岸清一含む

## 出来事
日本からアメリカへ向かう船中で、乗り合わせたインドのグル・ガット・ソンディが「インドはアーリア人でアジアの連中とは人種が違う、日本人は蒙古の出身だ」と発言し、日本選手一同は憤激、前回アムステルダム大会の金メダリストという誇りを持っていた鶴田義行はソンディを海に投げ込もうとした。ソンディが謝罪したことで事なきを得たが、当時の国際社会における日本人の評価を窺える出来事となった。
日本選手団、特に競泳での活躍は日系アメリカ人に大きな影響を与えた。前年の日米対抗水上競技会で日本人がアメリカ人に勝てることは日系人の間でも知られていたが、一部には実力を疑う人もおり、ある日系二世の若い女性は「日本人が白人に勝てるわけがない。勝つとか強いとか言って歓迎会をやってもらいたいのじゃないか。」と発言して高橋成夫を怒らせた。彼女らはオリンピックでの日本選手の活躍に驚嘆し、終了後の歓迎会では口々に先の非礼を詫び、「祖国を見直した。本当にありがとう。」と感謝した。またある初老の日系一世の男性は田畑政治に握手を求め、「これまで街中で『お前は日本人か』と白人に問われても迫害を受けると思って無視していた。さっき道の真ん中で聞かれ、『そうだ、俺は日本人だ』と答えたら『日本の水泳選手は素晴らしい、おめでとう』と手を握られた。アメリカに渡って27年、俺は日本人だと腹の底から口に出してこんなに嬉しいことはなかった。」と熱く語った。帰国途上で寄港したハワイでも、現地在住の東本願寺の僧から「日本人として肩身が広くなった。どれだけハワイの邦人が自信を増したかわからない。」と感謝された。この経験を通して田畑はスポーツを通した相互理解、勝つことのすばらしさを実感し、オリンピックを重視する姿勢の基礎となった。